# Friedrich Wolff (Unternehmer)

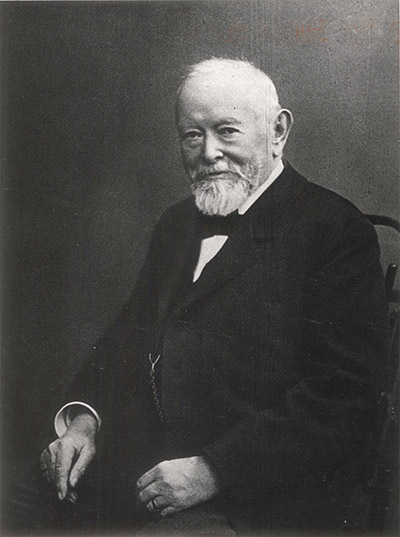
Friedrich Wolff (Januar 1900)

Friedrich Wolff (* 15. Februar 1833 in Karlsruhe; † 17. Juni 1920 in Karlsruhe) war ein deutscher Unternehmer und Stadtverordneter. Er gehörte zu den bedeutendsten Industriellen Karlsruhes und war Mitbegründer der Parfümerie- und Toiletteseifenfabrik Wolff & Sohn, deren Markenprodukt Kaloderma internationale Bekanntheit erlangte.

## Leben
Friedrich Wolff war der Sohn des Hoftheater-Friseurs Gottlob Friedrich Wolff. Nach dem Besuch des Lyceums studierte er am Polytechnikum in Karlsruhe und verbrachte anschließend mehrere Jahre im Ausland, unter anderem in Grasse und Paris. In Grasse, dem Zentrum der französischen Parfümkunst, eignete er sich fundierte Fachkenntnisse über die Duftstoffherstellung an.
1857 gründete er gemeinsam mit seinem Vater die Parfümerie- und Toiletteseifenfabrik Wolff & Sohn in Karlsruhe. 1863 zog das Unternehmen von der Karl-Friedrich-Straße in die Lange Straße (später Kaiserstraße 104–106) um. 1891 erfolgte der Umzug in größere Fabrikgebäude an der Durlacher Allee. Unter Wolffs Leitung entwickelte sich der Betrieb zu einem industriellen Großunternehmen mit weitreichenden internationalen Geschäftsbeziehungen. Das bekannteste Produkt des Unternehmens wurde Kaloderma.

## Wirken in Karlsruhe
Für seine Verdienste wurde Wolff zu seinem 80. Geburtstag im Jahr 1913 zum Geheimen Kommerzienrat ernannt. 1917 verlieh ihm die Stadt Karlsruhe die Ehrenbürgerwürde. Im selben Jahr erhielt er zudem die Ehrendoktorwürde der Technischen Hochschule Karlsruhe. Nach seinem Tod im Jahr 1920 ehrte die Stadt Karlsruhe sein Andenken durch die Benennung der Friedrich-Wolff-Straße in der Hardtwaldsiedlung. Zudem erinnert die Friedrich-Wolff-Anlage im Stadtgarten an ihn, deren Verschönerung er kurz vor seinem Tod durch eine großzügige Spende unterstützt hatte.

## Familie
Friedrich Wolff heiratete 1860 Wilhelmine Sofie Kuentzle. Das Paar hatte vier Kinder.